# Strange behavior
Strange behaviour is een muziekalbum van Tangerine Dream.

## Inleiding
Rond 1980 schreven de leden van Tangerine Dream de filmmuziek bij Strange Behavior (ook wel: Dead kids) van Michael Laughlin, een slasher-film. Edgar Froese, Christopher Franke en Johannes Schmoelling hadden destijds enige reputatie opgebouwd binnen de filmmuziek. In tegenstelling tot de filmmuziek van bijvoorbeeld Sorcerer en Thief kwam de filmmuziek van Strange behavior nooit uit via een officiële release op elpee etc. De muziek werd wel genoemd in de gids Tangerine Dream: 50 Years van Mark Jenkins (2020) maar kon verder alleen beluisterd worden via het opnieuw bekijken van de film op video of dvd. Voor zover bekend heeft de film nooit in de Nederlandse bioscopen gedraaid.
In de zomer van 2022 werd een beperkte oplage van 500 stuks geperst door BSX Records met toestemming van Hemdale Films en IFM World Releasing.

## Musici
Edgar Froese, Christopher Franke en Johannes Schmoelling- (Moog)synthesizers, mellotrons, theremins, elektronica, Froese ook gitaar

## Muziek
| Nr. | Titel                                                              | Duur |
| --- | ------------------------------------------------------------------ | ---- |
| 1.  | Opening credit/Murder in the kitchen (Froese, Franke, Schmoelling) | 2:25 |
| 2.  | Tension in the classroom (Froese, Franke, Schmoelling)             | 3:32 |
| 3.  | Laboratory theme (Froese, Franke, Schmoelling)                     | 2:11 |
| 4.  | Romance theme (Froese, Franke, Schmoelling)                        | 1:19 |
| 5.  | Horror in the bathroom (Froese, Franke, Schmoelling)               | 3:16 |
| 6.  | Experiments in tension (Froese, Franke, Schmoelling)               | 4:26 |
| 7.  | Tension in the graveyard (Froese, Franke, Schmoelling)             | 3:17 |
| 8.  | Dad’s story (Froese, Franke, Schmoelling)                          | 5:50 |
| 9.  | Peter goes in for the kill (Froese, Franke, Schmoelling)           | 1:56 |
| 10. | Tension in the laboratory (Froese, Franke, Schmoelling)            | 1:18 |
| 11. | More tension in the laboratory (Froese, Franke, Schmoelling)       | 2:42 |
| 12. | Kill the professor/Cleaning up (Froese, Franke, Schmoelling)       | 1:40 |
| 13. | Wedding theme (Froese, Franke, Schmoelling)                        | 2:27 |

Volgens Brian Sattenwhite, zelf schrijver van filmmuziek en muziekcommentator in het cd-boekje, is de muziek zonder meer van Tangerine Dream, terug te vinden in de gelaagde synthesizerklanken. Atypisch vond hij de vele dissonanten en de akoestische gitaar (Romance theme en Wedding theme). 